# Khazret Sultan (mosquée)
Khazret Sultan (kazakh : Әзірет Сұлтан мешіті) est une mosquée d'Astana. C'est la deuxième plus grande mosquée d'Asie centrale après celle de Gypjak au Turkménistan. 

## Dénomination
Sur proposition de l'Elbasy (chef de la nation) Noursoultan Nazarbayev, la mosquée a reçu le nom de « Khazret Sultan » (Хазрет Султан), ce qui signifie « Sacro-saint Sultan ». Il est connu que « Khazret Sultan » est un des qualificatifs du cheik soufi Ahmed Yasavi, dont le mausolée se trouve à Turkestan.

## Construction

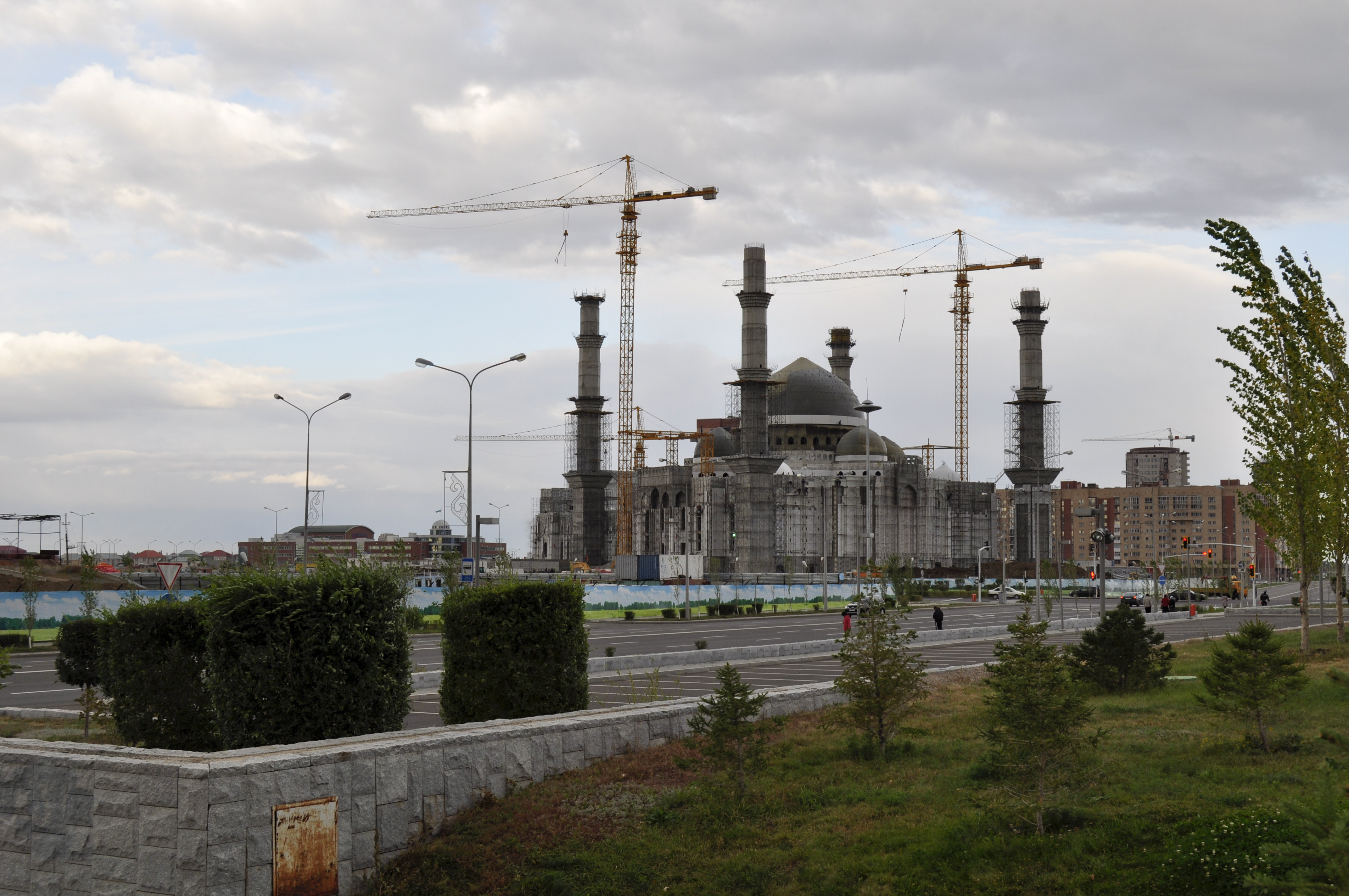
Construction de Khazret Sultan.

La construction de la mosquée à Astana a commencé en juin 2009. Le chantier occupait entre 1 000 et 1 500 personnes selon les phases. Le 6 juillet 2012, la mosquée a été inaugurée. Elle figure sur la liste des objets uniques de la capitale.

## Caractéristiques
Le bâtiment est construit suivant un style classique des imams, avec une ornementation traditionnelle kazakhe. Située sur la rive droite de la rivière Ichim, la mosquée est voisine du Palais de la paix et de la réconciliation et du monument « Қазақ Елі » (Kazak Eli (kk)). Elle peut accueillir 5 000 fidèles, et les jours de fête, jusqu'à 10 000 personnes. La superficie de la mosquée est de plus de 11 ha, et le bâtiment en lui-même a une superficie de 17 700 m2. Khazret Sultan possède la plus grande coupole du Kazakhstan, avec une hauteur de 51 m et un diamètre de base de 28,1 m. La mosquée est aussi dotée de huit petites coupoles de diamètres 10,45 et 7,6 m, atteignant des hauteurs de 33,46 et 25,25 m. Aux coins de la mosquée se trouvent quatre minarets d'une hauteur de 77 m. Selon le concept architectural, le lieu de culte devait être surmonté d'une aiguille de 80 m portant un croissant orienté vers la Mecque. En ce qui concerne les aspects fonctionnels, la mosquée a des pièces dédiées aux ablutions et aux mariages rituels, des salles de lecture du Coran et d'enseignement.

## Évènements
- Le 15 janvier 2012, un incendie a éclaté dans la mosquée[3],[4].
- Le 6 juillet 2012, à 12 h 30, la mosquée a été inaugurée.

## Imams
Depuis 2011, l'imam principal de la mosquée est le vice mufti de la Direction spirituelle des musulmans aux Kazakhstan (ru) Kayrat Joldybayouli (ru).